# Waves - Le onde della vita
Waves - Le onde della vita (Waves) è un film del 2019 scritto e diretto da Trey Edward Shults.

## Trama
Tyler Williams è un popolare liceale della squadra di wrestling. Fa festa con i suoi amici e trascorre del tempo con la sua ragazza, Alexis Lopez, ma viene regolarmente spinto ad essere migliore da un padre prepotente, Ronald. All'insaputa di chiunque, Tyler soffre di una lesione SLAP di livello 5, che tiene segreta alla sua famiglia e alla sua squadra rubando gli antidolorifici di suo padre. Contro la raccomandazione del suo medico, Tyler continua a lottare in modo competitivo fino a quando non viene colpito sulla spalla durante una partita, causando danni irreparabili e terminando la sua stagione, così come la sua carriera. La vita di Tyler è ulteriormente complicata quando riceve un messaggio da Alexis, che rivela che il suo ciclo è in ritardo, indicando che è incinta. Lui la porta ad abortire, ma lei ha un ripensamento dell'ultimo minuto. Sulla strada di casa, la coppia litiga e Alexis torna a casa da sola.
Sconfortato, Tyler inizia a bere pesantemente e ad abusare di droghe. Alla fine, Tyler scrive ad Alexis, che è disposto a riparare la loro relazione. Alexis risponde a Tyler che ha deciso di tenere il bambino con il sostegno della sua famiglia, ma quando Tyler chiede di parlarle di persona, Alexis rompe con lui e blocca il suo numero, infuriato distrugge la sua camera da letto. La notte del "Maverick Ball" della scuola, Tyler va su Instagram e vede una foto che mostra Alexis in posa con un altro ragazzo. Si ubriaca e si sballa e tenta di uscire di casa, ma si trova di fronte alla sua matrigna, Catherine. Suo padre tenta di disinnescare la situazione, ma Tyler lo spinge a terra e se ne va.
Guida fino alla festa in casa, dove vede Alexis andare al piano di sopra con il ragazzo dalla foto. La sorella minore di Tyler, Emily, nota il suo arrivo da lontano, ma non dice nulla, e Tyler beve molto prima di seguire Alexis in garage. Uno scambio di parole porta a una discussione, che diventa fisica quando Alexis schiaffeggia Tyler e lui la colpisce alla schiena, facendole cadere e colpire la testa. Inizia a sanguinare e, inorridito, Tyler fugge. Ronald arriva poco dopo, trovando Emily, che conferma in lacrime i sospetti di Ronald. Tyler torna a casa prima di tentare di scappare a piedi. Tuttavia, viene rapidamente catturato e arrestato dalla polizia. I paramedici tentano di rianimare Alexis, ma lei muore per le sue ferite.
Nonostante una dichiarazione di colpevolezza, Tyler viene condannato all'ergastolo per omicidio di secondo grado, con l'ammissibilità della libertà condizionale dopo trent'anni. Dopo la scuola un giorno, Emily viene avvicinata da Luke, un compagno di classe imbarazzante ma di buon cuore che era anche uno dei compagni di squadra di wrestling di Tyler. Le chiede di uscire a pranzo e i due iniziano a frequentarsi. Emily inizia ad aprirsi a Luke, partecipando ad attività al di fuori della scuola con lui, come nuotare con i lamantini. Durante questo periodo, Emily sente Ronald e Catherine discutere di Tyler, con Ronald che incolpa Catherine per la sua mancanza di presenza nella vita dei figli, e Catherine che accusa Ronald di fare troppa pressione su Tyler. Durante una conversazione che hanno mentre pescano, Emily rivela a Ronald che si sente in colpa, credendo che avrebbe potuto fermare Tyler e che lo odia per quello che ha fatto. Ronald le consiglia di non nutrire rancore contro suo fratello e che non importa cosa abbia fatto, li ama entrambi. I due si riconciliano.
Nel frattempo, Emily e Luke si avvicinano, alla fine fanno sesso per la prima volta. Emily apprende da Luke che suo padre, estranio e violento, sta morendo di cancro, e lei lo esorta a fare ammenda con lui con il tempo che gli rimane, poiché la madre di Emily e Tyler è morta per overdose di droga quando erano giovani. I due guidano a Columbia, Missouri, dove risiede il padre di Luke, e dopo aver visto suo figlio, gli animi vengono risollevati, con Luke che perdona suo padre. Sopravvive più a lungo del previsto, ma muore una notte, il che fa sì che Luke sia pesantemente scosso. Emily consola Luke nel viaggio di ritorno a Miami mentre Catherine visita Tyler in prigione, i genitori di Alexis sono addolorati e Ronald si riconnette con Catherine. Qualche tempo dopo essere arrivata a casa, Emily va in bicicletta lungo una strada vuota e solleva le braccia dal manubrio.

## Produzione
Il 2 luglio viene annunciato il cast principale del film, scritto e diretto da Trey Edward Shults e prodotto dalla A24.
Le riprese del film sono iniziate il 9 luglio 2018 nella contea di Broward, in Florida.

## Promozione
Il primo trailer del film viene diffuso il 5 settembre 2019.

## Distribuzione
Il film è stato presentato in anteprima al Telluride Film Festival il 30 agosto 2019, e successivamente al Toronto International Film Festival il 10 settembre. È stato distribuito nelle sale cinematografiche statunitensi da A24 a partire dal 15 novembre 2019.
A livello internazionale, è stato distribuito da Focus Features.

## Riconoscimenti
- 2019 – Chicago Film Critics Association Awards[9]
  - Candidatura per la miglior performance rivelazione a Taylor Russell
- 2019 – Gotham Independent Film Awards[10][11]
  - Miglior interprete rivelazione a Taylor Russell
  - Candidatura per il miglior film
- 2019 – San Diego Film Critics Society Awards[12][13]
  - Candidatura per il miglior artista emergente a Kelvin Harrison Jr.
- 2020 – Independent Spirit Awards[14]
  - Candidatura per la miglior attrice non protagonista a Taylor Russell
- 2019 – National Board of Review Awards[15]
  - Migliori dieci film dell'anno